# Encontro Marcado (programa de televisão)
Encontro Marcado foi um programa diário da RedeTV!, exibido de segunda a sexta-feira, apresentado por Luiz Gasparetto, que era um "terapeuta espiritual", de agosto de 2005 a junho de 2008.

## História
Em 2005, o programa Entrou ao ar de segunda a sexta pela RedeTV!, e abordava temas de caráter familiar, sendo que seus personagens estavam diretamente ligados ao caso. Por sua formação profissional, Luiz Gasparetto dava às pessoas a possibilidade de expor os seus conflitos e ele, como psicólogo, os analisava, sempre no intuito de ajudar a resolvê-los. O objetivo deste programa era o de agregar pessoas e estimulá-las a resolver questões que, por ventura, afetavam sua vida e levar ao telespectador a oportunidade de resolver e virar uma página em sua vida. Em junho de 2008, a atração saiu do ar, devido a baixa audiência.

## Quadros
- Júri Popular
- Memória Viva
- Arquivo Musical

## Entrevistados no Encontro Marcado, com Luiz Gasparetto

### 2007
- 31/01 - Elaine Pereira da Silva, médica e escritora